# Симфония № 1 (Мендельсон)

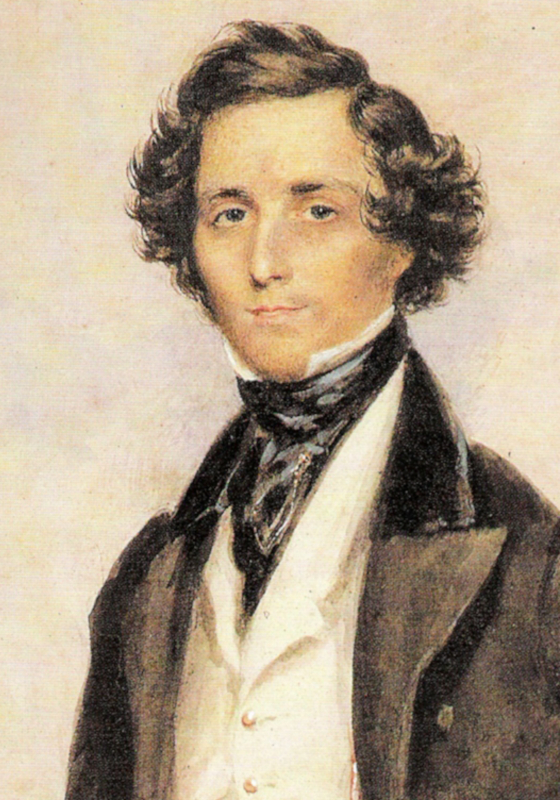
Композитор Феликс Мендельсон

Симфония № 1 до минор, op. 11 — первая симфония Феликса Мендельсона для полного оркестра, написанная им в возрасте 15 лет в 1824 году. Симфония посвящена Лондонскому филармоническому обществу.
В 1821 году Мендельсон завершил своё обучение композиции и контрапункту; в период с 1821 по 1824 он написал как минимум 12 симфоний для струнного оркестра, которые отражают переход композитора от консервативного стиля северногерманских симфоний XVIII века к традициям позднего классицизма. В конце 1823 он начал писать ещё одну симфонию для струнного оркестра, однако впоследствии решил вместо неё приступить к работе над симфонией для полного оркестра, ставшей известной как его симфония № 1; он завершил первый вариант 31 марта 1824 года. В состав оркестра входили две флейты, два гобоя, два кларнета, два фагота, две валторны, две трубы, литавры и струнные.
Впервые на публике произведение прозвучало 2 ноября 1825 года в Гевандхаусе в Лейпциге под управлением самого композитора; он повторно исполнил её там же 1 февраля 1827 года. Уже тогда отзывы о симфонии были положительные; однако наиболее важной стала британская премьера, состоявшаяся 25 мая 1829 года. К ней композитор заменил третью часть симфонии на скерцо из октета ми-бемоль мажор, которую он специально для этого оркестровал. Симфония была тепло воспринята лондонской публикой и сыграла важную роль в становлении репутации Мендельсона как композитора. Рукопись симфонии он подарил Лондонскому филармоническому обществу в знак благодарности за то, что оно согласилось её исполнить.
Симфония состоит из четырёх частей:
1. Allegro di molto (4/4, до минор)
2. Andante (3/4, ми бемоль мажор)
3. Третья часть существует в трех вариантах:
  1. Menuetto: Allegro molto (6/4, до минор)
  2. Scherzo: Allegro leggierissimo из Октета op. 20 (2/4, соль минор)
4. Allegro con fuoco (4/4, до минор)